# Gāvkhosb
Gāvkhosb (persiska: گاوخسب, گَوَز, جاوَز, گاوخُس) är en ort i Iran.   Den ligger i provinsen Zanjan, i den nordvästra delen av landet, 280 km nordväst om huvudstaden Teheran. Gāvkhosb ligger 1 124 meter över havet och antalet invånare är 155.
Terrängen runt Gāvkhosb är kuperad åt nordväst, men åt sydost är den bergig. Runt Gāvkhosb är det ganska glesbefolkat, med 47 invånare per kvadratkilometer. Närmaste större samhälle är Qeshlāq-e Pāvrūd, 6,5 km söder om Gāvkhosb. Trakten runt Gāvkhosb består i huvudsak av gräsmarker.